# Бедфорд, Сибил
Сибил Бедфорд (англ. Sybille Bedford; урождённая фрайфрау Сибил Алейд Эльза фон Шонебек (нем. Sybille Aleid Elsa von Schoenebeck), 16 марта 1911, Шарлоттенбург, Германия — 17 февраля 2006, Лондон, Великобритания) - английская писательница, член Королевского литературного сообщества и вице-президент английского ПЕН-клуба. Она является автором четырех романов: «Наследство» (1956), «Избранник богов» (1963), «Ошибка компаса» (1968) и «Лобзик» (1989). Последний роман был номинирован на Букеровскую премию.
Она написала трэвелог «Мексиканская одиссея. Визит к дону Отавио» (1953) и множество статей и очерков для журналов «Эсквайр» и «Лайф». Произведения Сибил были посвящены путешествиям, кухне, а также судебным процессам и заседаниям.
Сибил снискала известность благодаря мощи и красоте своего стиля, точности наблюдений и ассоциативной густоте текста. Среди поклонников её творчества были такие великие стилисты, как Ивлин Во, чья рецензия на её роман «Наследство», написанная в 70-х годах, вызвала неожиданный интерес к сочинениям писательницы и повлекла за собой их переиздание.
Другой её поклонник, Сибил Бедфорд - знаменитый писатель-путешественник Брюс Чатвин, который назвал её одним из лучших писателей XX века..

## Биография
Сибил Бедфорд родилась в семье разорившегося немецкого аристократа барона Максимилиана Йозефа фон Шонебека и Элизабет Бернхардт. Элизабет была намного моложе своего супруга, поэтому семейная жизнь ей быстро наскучила и она покинула мужа и дочь. Барон остался жить с дочерью в замке. Из-за финансовых трудностей семья использовала всего несколько комнат замка.
Единственным развлечением для маленькой Сибил была игра в карты по вечерам. А весь день посвящался домашнему хозяйству. В обязанности девочки входило смотреть за курами и огородом.
После развода родителей в 1918 году Сибилль осталась жить с отцом в несколько обедневшей семье. В возрасте 14 лет она потеряла отца, после чего переехала в Италию, где жила с матерью и отчимом, итальянским студентом-архитектором.
Элизабет Бернхардт решила восполнить пробел в образовании дочери, дав ей домашнее образование, и отправила Сибил в Лондон, а учителями наняла супружескую чету, случайно встреченную в гостинице. Эти люди так толком и не смогли дать нужного образования девочке, но зато Сибил научилась понимать английскую речь. Этот язык стал для неё вторым родным.
Третьим языком, которым Сибил овладела в совершенстве, был французский. В начале 20-х годов, уже будучи молодой девушкой, она оказалась в рыбачьем посёлке Санари-сюр-Мер близ Тулона. Здесь проживало великолепное интеллектуальное общество — писатели, критики, артисты — эмигранты из нацистской Германии. Среди них Томас и Генрих Манн, Стефан Цвейг, Арнольд Цвейг, Бертольт Брехт.
В 1927 году в Санари-сюр-Мер приезжает английский писатель Олдос Хаксли. Именно он поддержал в 16-летней Сибил желание стать писательницей, а позднее, в 1935 году, устроил ей, имевшей по материнской линии еврейские корни, фиктивный барк с Уолтером Бедфордом. Он был другом семьи Хаксли и гомосексуалистом. Этот брак помог Сибил уехать в США во время Второй мировой войны, а затем вернуться в Англию.
Именно после возвращения в Англию Сибил Бедфорд начинает по-настоящему считать себя английской писательницей. Она сравнивала своё положение с положением Джозефа Конрада и Владимира Набокова. Как и они, Бедфорд достигла высокого стилистического мастерства на чужом языке.
Слово «писатель» не вполне подходит к Бедфорд. Между двумя её романами могло проходить до шестнадцати лет. По собственному признанию писательницы в ней было «слишком много лени», или той самой «радости жизни», которая уравнивала для неё литературу и другие интересы, к примеру, дружбу, интересные разговоры, хорошую кухню, вино. В последних двух вопросах она считалась одним из лучших знатоков Европы и много писала о них для журналов.
Сама Бедфорд называла себя «женщиной литературы» («femme des lettres»), но чаще её называли «женщиной века» («femme de siécle»). Можно сказать, что вся её жизнь была одним долгим произведением, где события реальности перетекали на страницы книги. В каком-то смысле книги Бедфорд всегда были мемуарами о жизни, а её жизненные привычки имели столь глубокие корни, что о каждой из них могла быть написана отдельная книга.

## Писательская Карьера
После войны Сибил Бедфорд провела год, путешествует по Мексике. Опыт в этой поездке ляжет в основу будущей книги «Мексиканская одиссея. Визит к дону Отавио» (1953), которая стала первой в карьере Сибил Бедфорд. Сама же книга вышла, когда писательнице было уже за сорок. Настолько полно и широко она передаёт свои впечатления, мысли, наблюдения, настолько полно и явно она утаивает любые сведения о себе. По сути, «Мексиканская одиссея. Визит к дону Отавио» является путевыми заметками. Произведение включает в себя описание жизни и пейзажей Мексики, сценок, литературных цитат, исторических справок и содержит в себе ещё одну небольшую книгу-роман о разоряющемся аристократе, живущем среди всего этого мира, который готов исчезнуть. Точно так же Бедфорд описывает Мексику как стечение множества национальностей, место, «удалённое» от мировых событий. Мексика — это страна, сочетающая в себе несочетаемое, роскошную и в то же время непригодную для жизни большинства людей страну, которую можно только любить.
«Наследие» — вторая книга и первый роман Сибил, увидел свет в 1956 году. В 1975 году произведение было успешно адаптировано для телевидения BBC. Писательница Франциска Кинг назвала его одной из великих книг XX века. Хотя роман похож на художественное произведение, он отчасти автобиографичен. Это стилизованная версия жизни отца писательницы в Германии и её раннего детства в этой стране. Книга имела успех и позволила Бедфорд продолжить литературную деятельность.